# Sergueï Stadler
Pour les articles homonymes, voir Stadler.
Sergueï Valentinovitch Stadler né le 20 mai 1962 à Léningrad (URSS) est un violoniste russe, artiste du peuple de la fédération de Russie en 1999.

## Carrière
Il étudie le violon au Conservatoire de Léningrad avec Boris Sergueïev et Boris Goutnikov puis avec Leonid Kogan. Il remporte en 1977 le 1er prix au Concours international de Prague. Il se perfectionne au conservatoire Tchaïkovski de Moscou avec Viktor Tretiakov. En 1979 il obtient le 2e prix au concours international Marguerite-Long-Jacques-Thibaud puis en 1982 le 1er prix au Concours Tchaïkovski de Moscou. Il enseigne au Conservatoire Tchaïkovski de Moscou en 2007-2009 et en même temps il est chef d'orchestre principal du théâtre d'opéra et de ballet d'Ekaterinbourg.

## Distinctions
- Artiste du peuple de la fédération de Russie (1999)
- Artiste émérite de la RSFS de Russie (1987)
- Prix du Komsomol (1984)

## Source
- Alain Pâris, Dictionnaire des interprètes, Bouquins/Laffont, 1989, p. 803  (ISBN 2-221-06660-X)